# Wahlen zum Senat der Vereinigten Staaten 1930
Die Wahlen zum Senat der Vereinigten Staaten 1930 waren Wahlen in den jeweiligen Bundesstaaten, bei denen am 4. November 1930 bzw. am 8. September im Bundesstaat Maine, in den Vereinigten Staaten ein Drittel der Mitglieder des US-Senats gewählt wurden. Die Wahlen waren Teil der allgemeinen Wahlen zum 72. Kongress der Vereinigten Staaten in jenem Jahr, bei denen auch alle Abgeordneten des Repräsentantenhauses gewählt wurden. Da der Wahltermin genau in der Mitte der vierjährigen Amtszeit von Präsident Herbert Hoover lag (Midterm Election) galten die Wahlen zum Teil auch als Votum über die bisherige Politik des Präsidenten.
Seit der Verabschiedung des 17. Zusatzartikel zur Verfassung der Vereinigten Staaten im Jahr 1913 werden alle US-Senatoren in ihrem jeweiligen Bundesstaat direkt vom Volk ihres Staates gewählt. Dabei stellt jeder Bundesstaat 2 Senatoren. Nach der Verfassung der Vereinigten Staaten werden US-Senatoren auf sechs Jahre gewählt. Allerdings werden nie alle Senatsmitglieder gleichzeitig gewählt. Die Wahlen folgen einem Schema, wonach alle zwei Jahre ein Drittel der Senatoren zeitgleich mit den Wahlen zum US-Repräsentantenhaus gewählt werden. Zu diesem Zweck ist der Senat in drei Klassen eingeteilt, die das Wahljahr der Senatoren bestimmen. Im Jahr 1930 standen die Senatoren der Klasse II zur Wahl. Zu diesem Zeitpunkt bestanden die Vereinigten Staaten aus 48 Bundesstaaten. Daraus ergibt sich die Zahl von insgesamt 96 Senatoren, von denen 35 zur Wahl standen. Die Wahl ergab einen Zugewinn von acht Mandaten zu Gunsten der Demokraten, die trotzdem die Mehrheit knapp verfehlten. Der Zugewinn der Demokraten geht vor allem auf die damalige wirtschaftliche Situation im Zeichen der Weltwirtschaftskrise zurück. Viele Wähler, die zwei Jahre zuvor noch die Republikaner gewählt hatten, trauten nun im Zeichen der Krise eher den Demokraten die Lösung der Probleme zu. Weitere zwei Jahre später vollzog sich dann vor allem aus diesem Grund ein erdrutschartiger Mehrheitswechsel im Senat zu Gunsten der Demokraten.

## Senatszusammensetzung nach der Wahl
- Demokratische Partei: 47 (39)[1]
- Republikanische Partei: 48 (56)
- Sonstige: 1 (1) (Farmer Labor Party) in Minnesota

Gesamt: 96
In Klammern sind die Ergebnisse der letzten Wahlen vom 6. November 1928. Veränderungen im Verlauf der Legislaturperiode, die nicht die Wahlen an sich betreffen, sind bei diesen Zahlen nicht berücksichtigt. Werden aber im Artikel über den 72. Kongress im Abschnitt über die Mitglieder des Senats bei den entsprechenden Namen der Senatoren vermerkt.
Zu Veränderungen nach der Wahl siehe auch Liste der Mitglieder des Senats im 72. Kongress der Vereinigten Staaten.